# Tsjechische egel

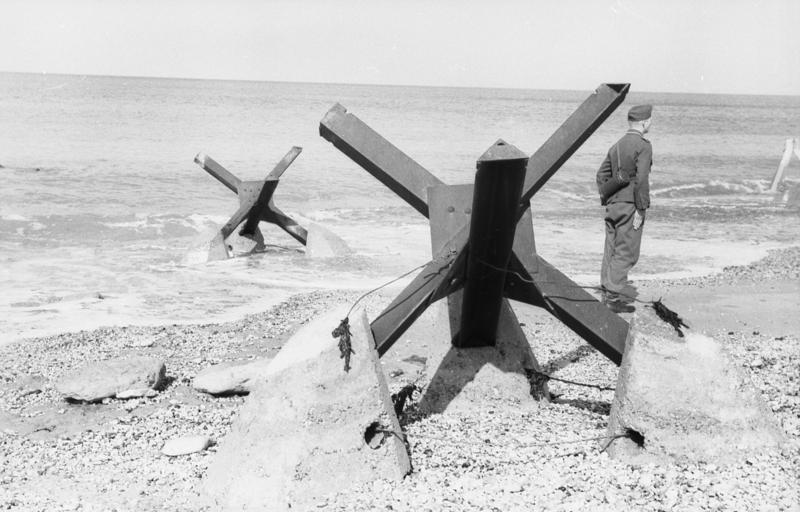
Voorbeelden van Tsjechische egels ingezet op de Atlantikwall in de omgeving van Calais

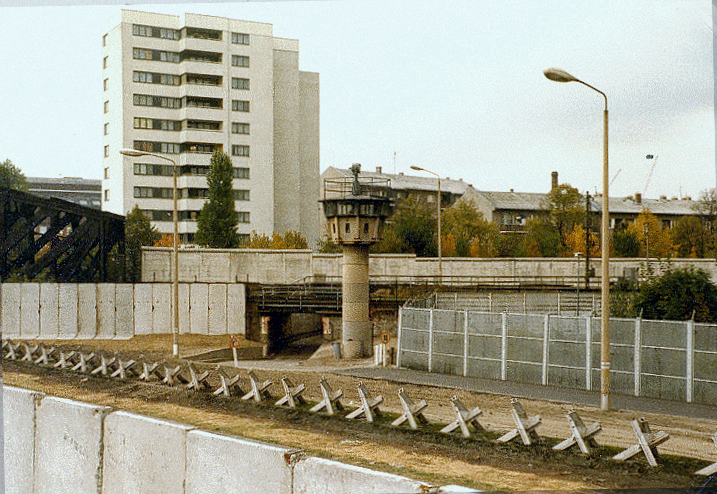
Ingang van de West-Berlijnse S-Bahn naar Oost-Berlijn nabij de Berlijnse Muur in Liesenstrasse/Gartenstrasse, 1980

Een Tsjechische egel (Tsjechisch: rozsocháč of ježek) is een statisch verdedigingsobstakel tegen tanks, gemaakt van gehoekt ijzer (dat wil zeggen, ijzeren balken met een L- of H-vormige dwarsdoorsnede). Ze werden ingezet tijdens de Tweede Wereldoorlog door verscheidene strijdkrachten.
De egel was erg effectief in het voorkomen dat tanks een verdedigingslinie doorbraken. Het behield zijn functie zelfs wanneer hij kantelde door een nabije explosie.
Ook in Oekraïne in 2022, in de strijd tegen het Russische leger, wordt de egel gebruikt.

## Geschiedenis
De naam Tsjechische egel verwijst naar zijn oorsprong in wat nu de Tsjechische Republiek is. De egels werden oorspronkelijk gebruikt op de Tsjechisch-Duitse grens bij de Tsjecho-Slowaakse grensfortificaties – een gigantisch maar nooit voltooid stelsel van verdedigingswerken gebouwd aan de vooravond van de Tweede Wereldoorlog door Tsjecho-Slowakije. Het stelsel kwam in handen van Duitsland in 1938 na de bezetting van het Sudetenland als gevolg van het Verdrag van München.
Tsjechische egels werden tijdens de Tweede Wereldoorlog door de Sovjet-Unie veel gebruikt als anti-tankverdediging. Ze werden geproduceerd van elk robuust stuk metaal en soms zelfs hout, inclusief bielzen. Tsjechische egels waren met name effectief in stadsoorlogen, waar een enkele egel een volledige straat kon blokkeren. Tsjechische egels werden derhalve een symbool van "verdediging tegen elke prijs" in de Sovjet-Unie. Het gedenkteken voor Moskouse verdedigers, gebouwd langs de M-10 in 1966, is samengesteld uit drie reusachtige Tsjechische egels.
In sommige vormen van oorlogvoering bleken Tsjechische egels echter minder effectief. Ze werden vaak groter gemaakt dan ze zouden moeten zijn, en hoewel ze vrij nuttig waren in stadsoorlogen, werd er weinig gebruikgemaakt van Duitse pantservoertuigen bij stadsoorlogen in Rusland.
Tsjechische egels waren onderdeel van de verdedigingswerken van de Atlantische muur en zijn zichtbaar in veel foto's van Operatie Overlord.

## Technische details
Technisch gezien kon een Tsjechische egel die voldoet aan de specificaties gebouwd worden van elk materiaal bestand tegen minstens 60.000 kilogramkracht (ca. 600 kN), terwijl de egel hooguit 1,4 meter hoog is. Dergelijke eigenschappen waren echter moeilijk te verwezenlijken in geïmproviseerde egels, wat hun bruikbaarheid verminderde.
De egel is niet bedoeld als een onbeweegbaar obstakel vanwege zijn grootte of gewicht. Het optimale formaat is iets groter te zijn dan de open ruimte onder de vijandelijke tank, zodat een tank die zou proberen om de egel weg te duwen boven op de egel zou rollen en vast zou komen te zitten.
Industrieel vervaardigde Tsjechische egels werden gemaakt van drie L-vormige metalen haken (L 140/140/13 mm, lengte 1,8 meter, gewicht 198 kilogram; latere versies: lengte 2,1 meter, gewicht 240 kilogram) verbonden door blik, klinknagels en schroeven (of, later in de oorlog, aan elkaar gelast) tot een karakteristiek driedimensionaal driearmig kruis. (Dit patroon vormt de assen van een octaëder.) Twee armen van de egel werden verbonden in de fabriek, terwijl de derde arm ter plaatse werd verbonden met een M20-schroef. De armen waren uitgerust met vierkante 'voeten' om te voorkomen dat ze zouden wegzakken in de grond. Ook hadden de armen een inkeping voor het vastmaken van prikkeldraad.
Tijdens Operatie Overlord versneden de geallieerden verscheidene egels en lasten die aan de voorzijde van M4 Sherman- en M5 Stuart-tanks. Dergelijke "neushoorntanks" bleken zeer handig voor het vrijmaken van de heggen die de coulisselandschappen van Normandië vormden.